# Los Angeles Rams 2016
La stagione 2016 dei Los Angeles Rams è stata la 79ª della franchigia nella National Football League e la quinta con Jeff Fisher come capo-allenatore. È stata inoltre la 50ª nell'area metropolitana di Los Angeles, la prima dal 1994. Il 14 aprile la squadra acquisì in uno scambio coi Tennessee Titans la prima scelta assoluta nel Draft NFL 2016, dove scelse il quarterback Jared Goff.
I Rams venivano da un record di 7-9 nell'ultima stagione a St. Louis ma dopo avere vinto a sorpresa tre delle prime quattro gare, ne vinsero solamente una nelle successive dodici, terminando con un bilancio di 4–12. Il club mancò i playoff per la dodicesima stagione consecutiva, la terza striscia attiva più lunga nella NFL dopo quelle dei Buffalo Bills e dei Cleveland Browns. Fu anche la tredicesima stagione consecutiva con più sconfitte che vittorie, le peggiore striscia attiva. I Rams furono inoltre l'unica squadra della lega a perdere coi 49ers nel 2016, dal momento che entrambe le uniche vittorie stagionali di San Francisco vennero contro di loro.
Il 12 dicembre, Fisher fu licenziato dopo avere iniziato con un record di 4-9 e non avere mai terminato con un bilancio di vittorie positivo in cinque stagioni. Al suo posto fu nominato capo-allenatore ad interim John Fassel.

## Ritorno a Los Angeles
Dopo che i Rams conclusero ultimi per affluenza di pubblico nel 2015, un tribunale diedo loro il permesso di annullare il contratto che li legava all'Edward Jones Dome. Il proprietario Stan Kroenke fece così richiesta formale per trasferire la franchigia ad Inglewood, California, dove la squadra giocherà in attesa della costruzione del Los Angeles Entertainment Center. I Rams si scontrarono con San Diego Chargers e Oakland Raiders, entrambi i quali avevano fatto richiesta di trasferimento a Los Angeles con il progetto congiunto di uno stadio a Carson, California. Entrambe hanno un'opzione di un anno per unirsi ai Rams nella costruzione dello stadio a Inglewood. Il 12 gennaio 2016 è stato approvato il ritorno del club a Los Angeles con 30 favorevoli e 2 contrari.

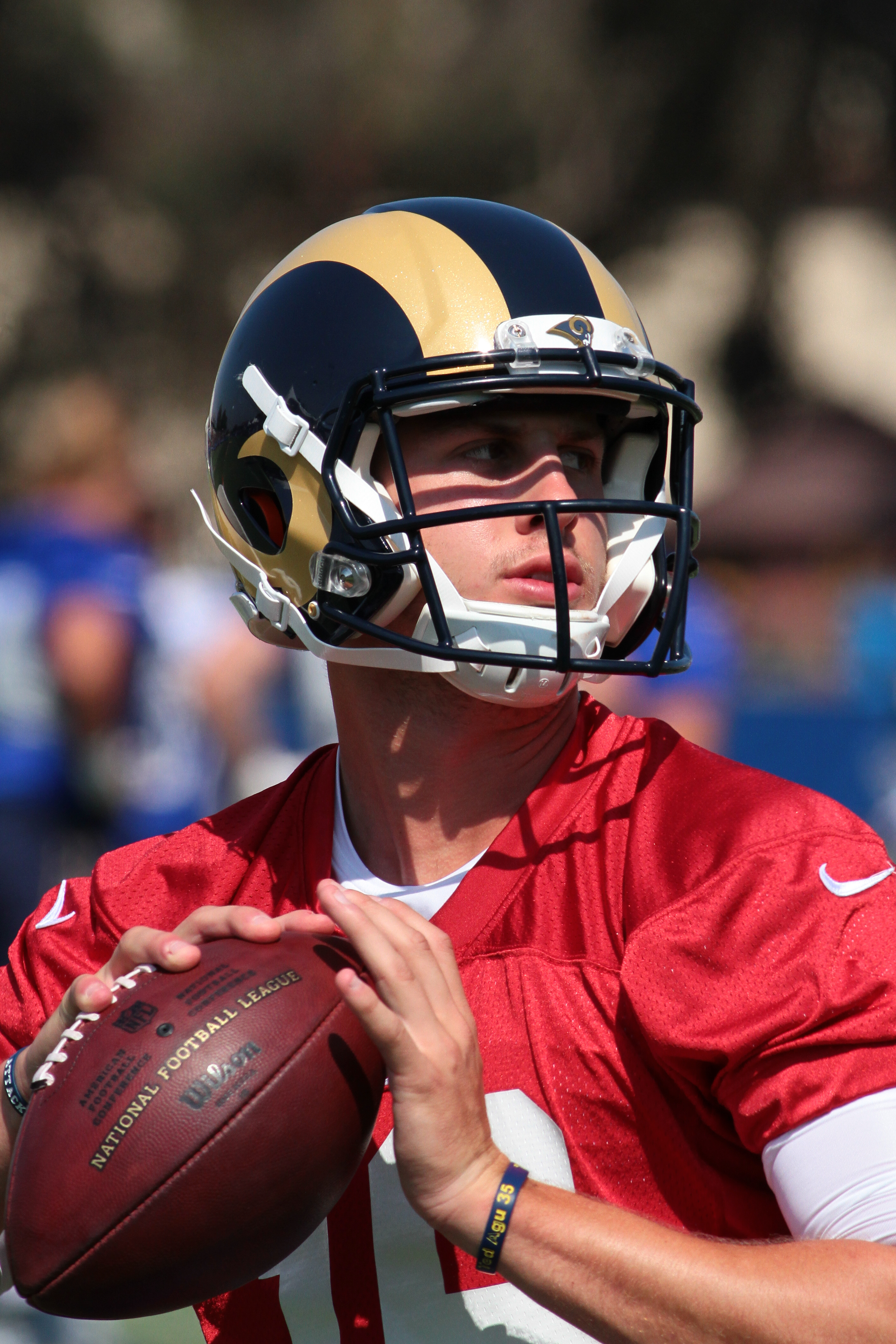
Gli Rams scelsero il quarterback Jared Goff come primo assoluto nel Draft 2016

## Scelte nel Draft 2016
| Scelte dei Rams nel Draft 2016 |        |                     |       |                             |
| Giro                           | Scelta | Giocatore           | Ruolo | College                     |
| 1                              | 1      | Jared Goff          | QB    | California                  |
| 4                              | 110    | Tyler Higbee        | TE    | Western Kentucky University |
| 4                              | 117    | Pharoh Cooper       | WR    | South Carolina              |
| 6                              | 190    | Temarrick Hemingway | TE    | South Carolina State        |
| 6                              | 193    | Josh Forrest        | MLB   | Kentucky                    |
| 6                              | 206    | Mike Thomas         | WR    | Southern Miss               |

## Staff
| Staff dei Los Angeles Rams nel 2016 |
| --- |
| Organi dirigenziali - Proprietario/Chairman: Stan Kroenke - Proprietario/Vice-Chairman: Chip Rosenbloom - Proprietario/CCO: Lucia Rodriguez - Vice presidente esecutivo delle operazioni/COO: Kevin Demoff - General Manager: Les Snead Capo allenatore - Jeff Fisher Altri allenatori - Assistente capo allenatore: Dave McGinnis - Qualità e controllo dell'attacco: Andy Sugarman - Coordinatore dello sviluppo della forza e della condizione: Rock Gullickson - Assistente dello sviluppo della forza e della condizione: Adam Bailey Allenatori dell'attacco - Coordinatore dell'attacco: Brian Schottenheimer - Quarterback: Frank Cignetti - Running Back: Ben Sirmans - Wide Receiver: Ray Sherman - Tight End: Rob Boras - Offensive Line: Paul T. Boudreau - Assistente Offensive Line: Andy Dickerson Allenatori della difesa - Coordinatore della difesa: Tim Walton - Defensive Line: Mike Waufle - Assistente Defensive Line: Clyde Simmons - Linebacker: Frank Bush - Assistente Linebacker: Joe Bowden - Secondary: Chuck Cecil - Assistente Secondary: Brandon Fisher Allenatori dello special team - Coordinatore dello Special Team: John Fassel - Assistente dello Special Team: Paul F. Boudreau |

## Roster
| Roster dei Los Angeles Rams nel 2016 |
| --- |
| Quarterback - 16 Jared Goff - 17 Case Keenum - 14 Sean Mannion Running Back - 39 Malcolm Brown - 23 Benny Cunningham - 30 Todd Gurley - 34 Chase Reynolds Wide Receiver - 11 Tavon Austin - 18 Kenny Britt - 10 Pharoh Cooper - 15 Bradley Marquez - 83 Brian Quick - 86 Nelson Spruce - 13 Mike Thomas Tight End - 46 Cory Harkey - 84 Temarrick Hemingway - 89 Tyler Higbee - 88 Lance Kendricks Offensive Linemen - 61 Tim Barnes C - 68 Jamon Brown G - 64 Andrew Donnal T - 79 Rob Havenstein T - 72 Pace Murphy T - 65 Demetrius Rhaney C - 73 Greg Robinson T - 76 Rodger Saffold G - 69 Cody Wichmann G Defensive Linemen - 90 Michael Brockers DT - 99 Aaron Donald DT - 91 Dominique Easley DT - 95 William Hayes DE - 96 Matt Longacre DE - 94 Robert Quinn DE - 97 Eugene Sims DE - 92 Cam Thomas DT - 93 Ethan Westbrooks DE Linebacker - 26 Mark Barron OLB - 59 Josh Forrest ILB - 54 Bryce Hager OLB - 58 Cory Littleton OLB - 52 Alec Ogletree ILB Defensive Back - 31 Maurice Alexander FS - 41 Marqui Christian S - 38 Cody Davis FS - 33 E.J. Gaines CB - 21 Dwayne Gratz CB - 32 Troy Hill CB - 22 Trumaine JohnsonCB - 20 Lamarcus Joyner CB - 25 T.J. McDonald SS Special Team - 6 Johnny Hekker P - 44 Jacob McQuaide LS - 4 Greg Zuerlein K Lista delle riserve - 12 Stedman Bailey WR (NF-Inj.) - 45 Zach Laskey FB (IR) - 27 Tre Mason RB (Did Not Report) - 3 Marquez North WR (IR) - 43 Brian Randolph SS (IR) - 62 Louis Trinca-Pasat DT (IR) - 63 Darrell Williams T (IR) Squadra di allenamento - 66 David Arkin G - 77 Isaiah Battle T - 24 Blake Countess CB - 70 Morgan Fox DE - 36 Aaron Green RB - 55 Nicholas Grigsby LB - 27 Isaiah Johnson S - 35 Michael Jordan CB - 8 Paul McRoberts WR - 81 Bryce Williams TE 53 attivi, 7 inattivi, 10 nella squadra di allenamento |
| Legenda - I rookie sono in corsivo. - Il primo ruolo è il principale mentre gli eventuali successivi indicano i ruoli secondari. - (IR) sta per Injured Reserve ed indica la lista ristretta per un solo giocatore infortunato che può tornare ad allenarsi dopo la settimana 6 e a rientrare in prima squadra dopo che questa ha giocato 8 partite. - (NF-Inj.) / (NF-Ill.) stanno rispettivamente per Non-Football Injured e Non-Football Illness ed indicano le liste dove viene inserito un giocatore che ha un infortunio o una malattia non dipendente dal football americano. - (PUP) sta per Physically Unable to Perform ed indica la lista dove viene inserito un giocatore mentre è in attesa di recuperare la condizione fisica. Nella stagione regolare dopo la sesta partita giocata dalla propria squadra, il giocatore ha tempo tre settimane per riprendere ad allenarsi, più tre settimane aggiuntive dal suo rientro agli allenamenti per rientrare in prima squadra. |

## Calendario
| Turno | Data               | Avversario              | Risultato          | Record             | Game site                     | NFL.com recap      |
| ----- | ------------------ | ----------------------- | ------------------ | ------------------ | ----------------------------- | ------------------ |
| 1     | 12/9               | at San Francisco 49ers  | S 0–28             | 0–1                | Levi's Stadium                | Recap              |
| 2     | 18/9               | Seattle Seahawks        | V 9–3              | 1–1                | Los Angeles Memorial Coliseum | Recap              |
| 3     | 25/9               | at Tampa Bay Buccaneers | V 37–32            | 2–1                | Raymond James Stadium         | Recap              |
| 4     | 2/10               | at Arizona Cardinals    | V 17–13            | 3–1                | University of Phoenix Stadium | Recap              |
| 5     | 9/10               | Buffalo Bills           | S 19–30            | 3–2                | Los Angeles Memorial Coliseum | Recap              |
| 6     | 16/10              | at Detroit Lions        | S 28–31            | 3–3                | Ford Field                    | Recap              |
| 7     | 23/10              | New York Giants         | S 10–17            | 3–4                | Twickenham Stadium (Londra)   | Recap              |
| 8     | Settimana di pausa | Settimana di pausa      | Settimana di pausa | Settimana di pausa | Settimana di pausa            | Settimana di pausa |
| 9     | 6/11               | Carolina Panthers       | S 10–13            | 3–5                | Los Angeles Memorial Coliseum | Recap              |
| 10    | 13/11              | at New York Jets        | V 9–6              | 4–5                | MetLife Stadium               | Recap              |
| 11    | 20/11              | Miami Dolphins          | S 10–14            | 4–6                | Los Angeles Memorial Coliseum | Recap              |
| 12    | 27/11              | at New Orleans Saints   | S 21–49            | 4–7                | Mercedes-Benz Superdome       | Recap              |
| 13    | 4/12               | at New England Patriots | S 10–26            | 4–8                | Gillette Stadium              | Recap              |
| 14    | 11/12              | Atlanta Falcons         | S 14–42            | 4–9                | Los Angeles Memorial Coliseum | Recap              |
| 15    | 15/12              | at Seattle Seahawks     | S 3–24             | 4–10               | CenturyLink Field             | Recap              |
| 16    | 24/12              | San Francisco 49ers     | S 21–22            | 4–11               | Los Angeles Memorial Coliseum | Recap              |
| 17    | 1/1                | Arizona Cardinals       | S 6–44             | 4–12               | Los Angeles Memorial Coliseum | Recap              |

Note: Gli avversari della propria division sono in grassetto.

## Classifiche

### Division
| NFC West             | NFC West | NFC West | NFC West | NFC West | NFC West | NFC West | NFC West | NFC West | NFC West |
|                      | V        | S        | P        | %        | DIV      | CONF     | PF       | PS       | Str.     |
| -------------------- | -------- | -------- | -------- | -------- | -------- | -------- | -------- | -------- | -------- |
| (3) Seattle Seahawks | 10       | 5        | 1        | .656     | 3–2–1    | 6–5–1    | 354      | 292      | V1       |
| Arizona Cardinals    | 7        | 8        | 1        | .469     | 4–1–1    | 6–5–1    | 462      | 368      | V2       |
| Los Angeles Rams     | 4        | 12       | 0        | .250     | 2–4      | 3–9      | 230      | 438      | S7       |
| San Francisco 49ers  | 2        | 14       | 0        | .125     | 2–4      | 2–10     | 309      | 480      | S1       |